# Hacktivist (Band)
Hacktivist ist eine englische Metal-Band aus Milton Keynes.

## Geschichte
Im Jahre 2011, verließ der Gitarrist Tim James seine bisherige Band Heart of a Coward. Da er keine konkreten Pläne hatte produzierte er in seinem Studio die Musik befreundeter Künstler. Einer davon war der Rapper Jermaine Hurley. Eines Tages spielte James Hurley einen Metal-Song vor, an dem er schon länger gearbeitet hat. Hurley bot James an, über das Lied zu rappen. Nachdem der fertige Titel bei SoundCloud positive Resonanz erhielt beschlossen die beiden Musiker, eine Band zu gründen.
Richard Hawking übernahm das Schlagzeug und Josh Gurner den Bass. Zweiter Sänger wurde Ben Marvin, der zuvor mit Tim James bei Heart of a Coward spielte. Im Jahre 2012 brachte die Band ihre erste Single Unlike Us heraus, die nach der Veröffentlichung binnen zwei Tagen auf Platz zwei der britischen Amazon Metal Charts aufstieg. Am 12. November 2012 veröffentlichten Hacktivist ihre selbst betitelte Debüt-EP im Eigenverlag. Einige Lieder erhielten Airplay auf BBC Radio 1. Es folgten die ersten Tourneen im Vorprogramm von Enter Shikari bzw. Korn.
Im Sommer 2013 spielten Hacktivist auf dem Sonisphere Festival, dem Download-Festival, bei Rock am Ring und Rock im Park sowie bei den Reading and Leeds Festivals. Am 11. November 2013 wurde die Debüt-EP mit vier Bonustiteln über das Label Wake to Reality neu veröffentlicht. Das Jahr endete mit einer Headliner-Tournee durch das Vereinigte Königreich mit der Vorgruppe The Algorithm. Es folgten zwei Singles, bevor Hacktivist die Arbeit an ihrem ersten Studioalben aufnahmen.
Bei den Metal Hammer Golden Gods Awards 2014 wurden Hacktivist in der Kategorie Best New Band nominiert, der Preis ging jedoch an Devil You Know. Am 4. März 2016 wurde über das Label UNFD das Debütalbum Outside the Box veröffentlicht. Rou Reynolds von der Band Enter Shikari ist als Gastsänger zu hören. Am 20. Januar 2017 verkündete die Band die Trennung von Sänger Ben Marvin.
Sein Nachfolger wurde Jot Maxi. Im Sommer 2017 spielte die Band erneut beim Download-Festival, beim Nova Rock und beim Graspop Metal Meeting.
Ein Jahr später verließ auch Bandgründer Timfy James die Gruppe und wurde durch James Hewitt ersetzt.
Anfang 2019 folgte eine Headliner-Tournee durch das Vereinigte Königreich. Am 18. Juni 2021 veröffentlichte die Band ihr zweites Studioalbum Hyperdialect. Als Gastsänger sind Kid Bookie und Aaron Matts zu hören.

## Stil
Laut Liam Martin vom Onlinemagazin Allmusic ist die Band „für ihre ungewöhnliche Mischung aus Grime und Djent bekannt“. Gelegentlich wird ihre Musik auch als Djent-Rap, Rap Metal oder Nu Metal bezeichnet. Die Band verwendet achtsaitige Gitarren und sechssaitige Bässe. Beide Instrumente werden auf Dropped E runtergestimmt. Der Gesang wird primär gerappt, allerdings wird auch klarer wie gutturaler Gesang verwendet.
Die Texte behandeln politische Themen wie Anarchie, Korruption, Verschwörungstheorien oder Zensur. Hacktivist unterstützen das Hackerkollektiv Anonymous sowie Whistleblower wie Edward Snowden oder Chelsea Manning.

## Diskografie

### Alben
- 2016: Outside the Box (UNFD/Rise Records)
- 2021: Hyperdialect (UNFD)

### EPs
- 2012: Hacktivist (Eigenverlag)
- 2016: Overthrone (UNFD/Rise Records)

### Singles
- 2012: Hacktivist
- 2013: Elevate
- 2013: Niggas in Paris
- 2014: False Idols
- 2014: Deceive and Defy
- 2016: Buszy
- 2016: Taken
- 2017: 2 Rotten
- 2019: Spitfire
- 2019: Reprogram
- 2019: Dogs of War
- 2020: Armoured Core (feat. Kid Bookie)
- 2021: Planet Zero
- 2021: Hyperdialect (feat. Aaron Matts)

### Gastbeiträge
- 2020: I Ain’t Depressed (Dropout Kings feat. Hacktivist)

### Kompilationsbeiträge
- 2015: (Rock) Superstar auf Rock Sound: Worship and Tributes (Original: Cypress Hill)
- 2016: Break Stuff auf Metal Hammer XXX: Decades of Destruction (Original: Limp Bizkit)
- 2019: Duality auf March of the Maggots: A Tribute to Slipknot (Original: Slipknot)

### Musikvideos
- 2012: Cold Shoulders
- 2012: Unlike Us
- 2012: Hacktivist
- 2013: Elevate
- 2013: Niggas in Paris
- 2014: False Idols
- 2014: Deceive and Defy
- 2016: Buszy
- 2016: Taken
- 2016: Hate
- 2016: No Way Back
- 2017: 2 Rotten
- 2019: Spitfire
- 2019: Reprogram
- 2019: Dogs of War
- 2020: Armoured Core (feat. Kid Bookie)
- 2021: Planet Zero
- 2021: Hyperdialect (feat. Aaron Matts)

## Nominierungen
| Jahr | Preis                           | Kategorie     | für        | Resultat  |
| ---- | ------------------------------- | ------------- | ---------- | --------- |
| 2014 | Metal Hammer Golden Gods Awards | Best New Band | Hacktivist | Nominiert |